# Saison 2 de Hell on Wheels
Chronologie
Saison 1 Saison 3
Cet article présente la deuxième saison de la série télévisée américaine Hell on Wheels : L'Enfer de l'ouest (Hell on Wheels).

## Généralités
- Aux États-Unis, la saison a été diffusée du 12 août 2012 au 7 octobre 2012 sur AMC.
- En France, la saison diffusée depuis le 26 février 2013 sur OCS Max[1].

## Synopsis
Cullen est désormais un bandit de grand chemin : avec sa bande, il attaque les trains qui convoient la paie des travailleurs du Transcontinental. Mais la construction de cette nouvelle ligne de chemin de fer qui traverse les États-Unis de part en part va rencontrer un autre obstacle, bien plus redoutable : les Sioux. Devant cette menace, Doc Durant, le maître d'œuvre du chemin de fer, va confier la sécurité du chantier à Cullen. Celui-ci va maintenant devoir affronter les Indiens qui n'acceptent pas qu'on puisse ainsi impunément traverser leur territoire. Pour le défendre, ils se lancent dans des assauts meurtriers et massacrent tous ceux qu'ils capturent.

## Distribution de la saison

### Acteurs principaux
- Anson Mount (V. F. : Laurent Mantel) : Cullen Bohannon
- Colm Meaney (V. F. : Frédéric Popovic) : Thomas « Doc » Durant
- Common (V. F. : Thierry Desroses) : Elam Ferguson
- Dominique McElligott (V. F. : Monika Lawinska) : Lily Bell
- Tom Noonan (V. F. : Bernard Bollet) : Révérend Cole
- Eddie Spears (en) (V. F. : Nicolas Djermag) : Joseph Black Moon
- Ben Esler (en) (V. F. : Yann Le Madic) : Sean McGinnes
- Phil Burke (en) (V. F. : Jean-François Cros) : Mickey McGinnes

### Acteurs récurrents
- Christopher Heyerdahl (V. F. : Martial Le Minoux) : Thor Gundersen « le Suédois »
- Robin McLeavy (V. F. : Karine Texier) : Eva
- Kasha Kropinski (en) (V. F. : Charlyne Pestel) : Ruth, la fille du révérend Cole
- April Telek (V. F. : Murielle Naigeon) : Nell
- Duncan Ollerenshaw (V. F. : Jérôme Keen) : Monsieur Gregory Toole

## Liste des épisodes

### Épisode 1:Viva La Mexico
- États-Unis : 12 août 2012 sur AMC
- France : 26 février 2013 sur OCS Max[1]

- États-Unis : 2,45 millions de téléspectateurs[2]

### Épisode 2:Tueur de femme
- États-Unis : 19 août 2012 sur AMC
- France : 26 février 2013 sur OCS Max

- États-Unis : 2,31 millions de téléspectateurs[3]

### Épisode 3:Du sang pour la terre
- États-Unis : 26 août 2012 sur AMC
- France : 5 mars 2013 sur OCS Max

- États-Unis : 2,5 millions de téléspectateurs[4]

### Épisode 4:En grève!
- États-Unis : 2 septembre 2012 sur AMC
- France : 5 mars 2013 sur OCS Max

- États-Unis : 2,47 millions de téléspectateurs[5]

### Épisode 5:L’Or et le Plomb
- États-Unis : 9 septembre 2012 sur AMC
- France :

- États-Unis : 2,62 millions de téléspectateurs[6]

### Épisode 6:Manifeste sanglant
- États-Unis : 16 septembre 2012 sur AMC

- États-Unis : 2,7 millions de téléspectateurs[7]

### Épisode 7:Seconde Chance
- États-Unis : 23 septembre 2012 sur AMC

- États-Unis : 2,32 millions de téléspectateurs[8]

### Épisode 8:Le Retour
- États-Unis : 30 septembre 2012 sur AMC

- États-Unis : 1,83 million de téléspectateurs[9]

### Épisode 9:Lune de sang
- États-Unis : 7 octobre 2012 sur AMC

- États-Unis : 2,18 millions de téléspectateurs[10]

### Épisode 10:À feu et à sang
- États-Unis : 7 octobre 2012 sur AMC

- États-Unis : 2,18 millions de téléspectateurs[10]